# Α

Alfa en una letra capital del Etymologicum Magnum (1499).

Alfa (en mayúscula Α, en minúscula α; llamada en griego antiguo ἄλφα álpha /ál.pʰa/, en griego moderno άλφα álfa /ˈal.fa/) es la primera letra del alfabeto griego. En griego antiguo el alfa era llamada [ˈalpʰa], nombre que deriva de la antigua letra fenicia ʾalp, 'buey'. Su origen gráfico es una cabeza de buey invertida. El alfa mayúscula tiene una forma idéntica a las dos letras principales que surgieron de ella: A latina y А cirílica.
Como es la primera letra del alfabeto, el alfa era usada para denotar el principio de algo, como opuesto de omega, que simbolizaba el fin. Por ejemplo, «Yo soy el Alfa y la Omega».
En el sistema de numeración griega tiene un valor de 1 (Α΄).

## Historia

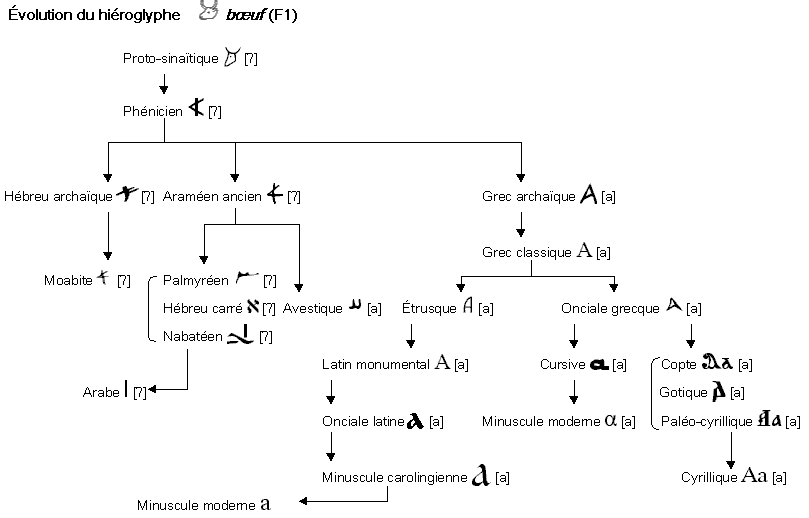
Evolución de la letra y su forma gráfica en diferentes sistemas de escritura

El alfabeto fenicio fue adoptado por los griegos a principios del siglo VIII a. C., quizás en Eubea. La mayoría de las letras del alfabeto fenicio se adoptaron en griego con casi los mismos sonidos que tenían en su versión original fenicia, pero precisamente la primera letra fenicia, ʼāleph (), representaba la oclusiva glotal [ʔ] también llamado saltillo, un sonido ajeno a la lengua griega, por lo que la letra se adoptó como representación de la vocal [a], que es el segundo sonido del nombre fenicio de la letra. Así mismo, hēt [h] y ʽayin [ʕ] son consonantes fenicias que se convirtieron en vocales griegas, epsilon [e] y omicron [o], respectivamente.
En las primeras inscripciones griegas posteriores a la Edad Oscura, en torno al siglo VIII a. C., la letra aparece recostada de lado, como su modelo fenicio. En las inscripciones posteriores, aparece girada 90° y como en la forma mayúscula moderna.  Sin embargo, los distintos alfabetos griegos arcaicos utilizan variedades locales que se distinguen por el acortamiento de un tramo o por el ángulo de las líneas:  en Corinto, Egina, Sicyon;  en Cnido, Jonia, Milos, Rodas, Santorini;  en Acaya, Arcadia, Ática, Corinto, Creta, Delos, Ítaca, Mégara, Naxos, Paros;  en Argos, Eubea, Laconia, Tesalia, Tirinto;  en Acaya, Beocia, etc.
La forma actual de la letra procede del alfabeto utilizado en Jonia, que fue adoptado gradualmente por el resto del mundo griego antiguo. Sobre esto, Atenas aprobó un decreto oficial para su adopción en el año 403 a. C.; si bien su uso era común en las ciudades griegas antes de mediados del siglo V a. C.

### Variantes epigráficas
En las fuentes epigráficas arcaicas aparecen las siguientes variantes:

## Uso
En griego antiguo, alfa se pronunciaba [a] y podía ser fonémicamente larga ([aː]) o corta ([a]). En caso de ambigüedad entre largas y cortas, la convención moderna es escribirlas respectivamente con macrón y breve: Ᾱᾱ, Ᾰᾰ.
- ὥρα = ὥρᾱ hōrā pronunciación en griego: /[hɔ́ːraː]/ "un tiempo"
- γλῶσσα = γλῶσσᾰ glôssa pronunciación en griego: /[ɡlɔ̂ːssa]/ "lengua"

En griego moderno, la longitud de las vocales se ha perdido y todos los casos de alfa representan simplemente el sonido [a].
En la ortografía de sistema politónico del griego, alfa, al igual que otras letras vocales, puede aparecer con varios signos diacríticos: cualquiera de los tres símbolos de acento (ά, ὰ, ᾶ), y cualquiera de los dos signos de respiración (ἁ, ἀ), así como combinaciones de los mismos. También puede combinarse con el subíndice iota (ᾳ).

### Gramática griega
En el dialecto ático-jónico del griego antiguo, alfa larga [aː] evolucionó a [ɛː] (eta). En jónico, el cambio se produjo en todas las posiciones. En ático, el cambio no se produjo después de épsilon, iota ni rho (ε, ι, ρ; e, i, r). En dórico y eólico, alfa larga se conserva en todas las posiciones.
- Dórico, eólico, ático χώρᾱ chṓrā - jónico χώρη chṓrē, «país»
- Dórico, eólico φᾱ́μᾱ phā́mā - Ático, jónico φήμη phḗmē, «informe»

El alfa privativa es el prefijo en griego antiguo ἀ-/ἀν- (a-/an-) que se añade a las palabras para negarlas. Procede del protoindoeuropeo *n̥- (nasal silábica) y es afín al inglés un- y al latín in-. Por ejemplo, ateo, está compuesto por θεὸς (theos, «dios») prefijado con este tipo de alfa. Si la palabra empieza en vocal, el prefijo es an-, por ejemplo anestesia de αἰσθήσεις (aistheseis, «sensación»)
El alfa copulativo es el prefijo griego ἁ-/ἀ- (ha-/a-). Proviene del protoindoeuropeo *sm̥.

## Simbolismo

### Plutarco
Plutarco, en Moralia, presenta una discusión sobre por qué la letra alfa ocupa el primer lugar en el alfabeto. Amonio pregunta a Plutarco qué tiene que decir él, siendo beocio, sobre Cadmo, el fenicio que supuestamente se instaló en Tebas e introdujo el alfabeto en Grecia, colocando la alfa en primer lugar porque es el nombre fenicio del buey, que, a diferencia de Hesíodo, que en Trabajos y días recomienda a los granjeros griegos «antes que nada, hacerse con una casa, luego con una mujer y tercero, con buey y arado», los fenicios no consideraban el segundo o el tercero, sino el primero de todas las necesidades. "Nada en absoluto", respondió Plutarco. Luego añadió que prefería ser asistido por Lamprias, su propio abuelo, que por el abuelo de Dionisio, es decir, Cadmo. Porque Lamprias había dicho que el primer sonido articulado que se hace es "alfa", porque es muy simple y sencillo -el aire que sale de la boca no requiere ningún movimiento de la lengua- y, por tanto, éste es el primer sonido que hacen los niños.
Según el orden natural de Plutarco de atribución de las vocales a los planetas, alfa estaba relacionada con la Luna.

### Alfa y Omega

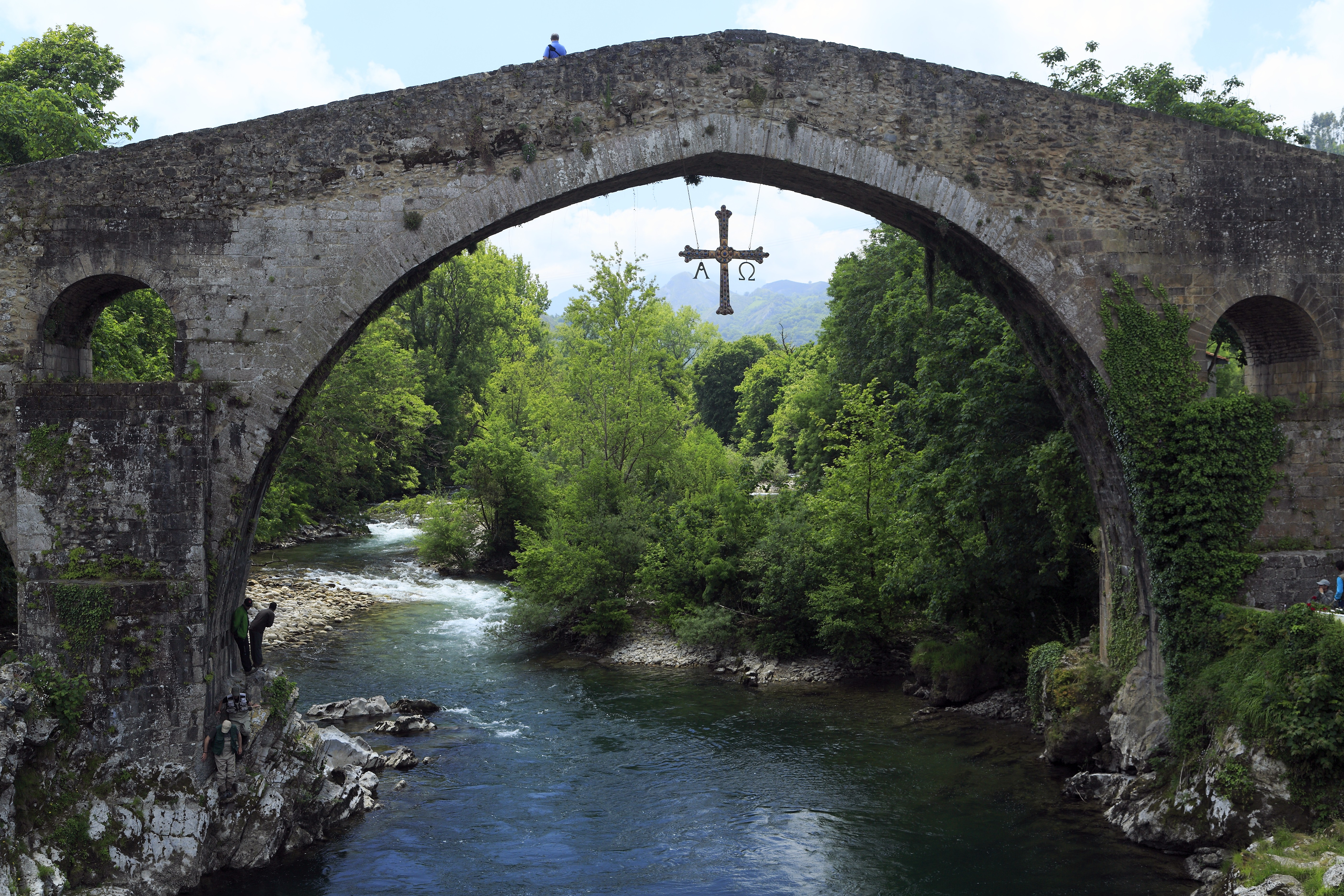
Alfa y omega colgando de la cruz de la Victoria en el puente de Cangas de Onís, España.

Al ser la primera letra del alfabeto, alfa, como número griego, pasó a representar el número 1. Por lo tanto, alfa, tanto como símbolo como término, se utiliza para referirse a la "primera", "primaria" o "principal" (más significativa) ocurrencia o estado de una cosa.
En el Nuevo Testamento Dios declara que Él es:

Yo soy el Alfa y la Omega, el primero y el último, el que es, era y ha de venir.
Apocalipsis 22:13

### En ciencia
- En el sistema de numeración griega tiene valores de 1 (αʹ) y de 1000 (͵α).
- Alfa-operatoria es usada para designar a aquellas ciencias en cuyos campos no aparezca el sujeto gnoseológico o corpóreo.
- La letra α minúscula es usada como símbolo para la aceleración angular en física.
- También se usa para referirse a la partícula alfa, emitida en algunos procesos radioactivos.
- También simboliza en física de partículas la constante de estructura fina.
- Alfa es normalmente usada como adjetivo para indicar el primero o la ocurrencia más significante, como la hembra o el macho alfa, la estrella alfa de una constelación.
- En el desarrollo de software, la versión alfa de un programa o videojuego indica que aún está en fase de desarrollo, pero que ya dispone de una funcionalidad mínima.
- El canal alfa de una imagen de ordenador se incorpora a los canales RGB para definir niveles de transparencia.
- En el libro Un mundo feliz de Aldous Huxley, los individuos alfa son la casta superior, por lo que realizan los trabajos que requieren de más inteligencia.
- Alfa puede denominar el coeficiente de atenuación de una onda.
- Alfa es también la letra A en el alfabeto fonético de la OTAN.
- Se llama alfa a la primera versión de un producto software que, aún sin implementar todas las funcionalidades especificadas en los requisitos del mismo, se envía a los verificadores.
- En estadística "Alfa" representa coeficiente de significación, si su derivativo planamiento y control de la producción (estudiado en ingeniería y administración)
- En el sistema diédrico de representación se utiliza la letra alfa para designar el plano principal en la resolución de un ejercicio.
- Alfa se suele utilizar también comúnmente para designar ángulos en el ámbito trigonométrico.
- Es el símbolo usado en Química para representar el factor de disociación.
- En virología, en el contexto de la pandemia de COVID-19, la Organización Mundial de la Salud (OMS) designó como una variante de preocupación a Alfa, una mutación del SARS-CoV-2, virus que produce la enfermedad del COVID-19, encontrado en septiembre de 2020 en Reino Unido.

### Videojuegos
- En el videojuego EarthBound, se utiliza la letra Alfa (Junto con otras letras del alfabeto griego), para clasificar el nivel de cada PSI, siendo esta el nivel más bajo y que todos los PSI lo poseen.
- En la saga de Videojuegos de Pokémon la especie del Pokémon dios, (Arceus), es: "Alfa".
- La empresa pública Sony utiliza la letra "Alfa" para designar a los modelos de cámaras DSLR, tras la absorción de Konica-Minolta en 2006.
- En el videojuego de psx G-Darius se utiliza para nombrar la primera zona en el juego.
- En la versión del juego Pokémon Zafiro, Pokémon Zafiro Alfa.
- En la franquicia Digimon existe un digimon perteneciente a la orden, siendo este el líder, de los Caballeros Reales llamado Alphamon.

## Unicode
- Alfa de los alfabetos griego y copto[11]

| Carácter      | Α                          | Α                          | α                        | α                        | Ⲁ                          | Ⲁ                          | ⲁ                        | ⲁ                        |
| ------------- | -------------------------- | -------------------------- | ------------------------ | ------------------------ | -------------------------- | -------------------------- | ------------------------ | ------------------------ |
| Unicode       | GREEK CAPITAL LETTER ALPHA | GREEK CAPITAL LETTER ALPHA | GREEK SMALL LETTER ALPHA | GREEK SMALL LETTER ALPHA | COPTIC CAPITAL LETTER ALFA | COPTIC CAPITAL LETTER ALFA | COPTIC SMALL LETTER ALFA | COPTIC SMALL LETTER ALFA |
| Codificación  | decimal                    | hex                        | decimal                  | hex                      | decimal                    | hex                        | decimal                  | hex                      |
| Unicode       | 913                        | U+0391                     | 945                      | U+03B1                   | 11392                      | U+2C80                     | 11393                    | U+2C81                   |
| UTF-8         | 206 145                    | CE 91                      | 206 177                  | CE B1                    | 226 178 128                | E2 B2 80                   | 226 178 129              | E2 B2 81                 |
| Ref. numérica | &#913;                     | &#x391;                    | &#945;                   | &#x3B1;                  | &#11392;                   | &#x2C80;                   | &#11393;                 | &#x2C81;                 |
| Ref. entidad  | &Alpha;                    | &Alpha;                    | &alpha;                  | &alpha;                  |                            |                            |                          |                          |
| CP 437        |                            |                            | 224                      | E0                       |                            |                            |                          |                          |
| DOS Greek     | 128                        | 80                         | 152                      | 98                       |                            |                            |                          |                          |
| DOS Greek-2   | 164                        | A4                         | 214                      | D6                       |                            |                            |                          |                          |
| Windows 1253  | 193                        | C1                         | 225                      | E1                       |                            |                            |                          |                          |
| TeX           |                            |                            | \alpha                   | \alpha                   |                            |                            |                          |                          |

Para caracteres acentuados, véase sistema politónico.
- Alfa latina y AFI

| Carácter      | ɑ                        | ɑ                        | ɒ                               | ɒ                               | ᶐ                                            | ᶐ                                            | ᵅ                           | ᵅ                           | ᶛ                                  | ᶛ                                  |
| ------------- | ------------------------ | ------------------------ | ------------------------------- | ------------------------------- | -------------------------------------------- | -------------------------------------------- | --------------------------- | --------------------------- | ---------------------------------- | ---------------------------------- |
| Unicode       | LATIN SMALL LETTER ALPHA | LATIN SMALL LETTER ALPHA | LATIN SMALL LETTER TURNED ALPHA | LATIN SMALL LETTER TURNED ALPHA | LATIN SMALL LETTER ALPHA WITH RETROFLEX HOOK | LATIN SMALL LETTER ALPHA WITH RETROFLEX HOOK | MODIFIER LETTER SMALL ALPHA | MODIFIER LETTER SMALL ALPHA | MODIFIER LETTER SMALL TURNED ALPHA | MODIFIER LETTER SMALL TURNED ALPHA |
| Codificación  | decimal                  | hex                      | decimal                         | hex                             | decimal                                      | hex                                          | decimal                     | hex                         | decimal                            | hex                                |
| Unicode       | 593                      | U+0251                   | 594                             | U+0252                          | 7568                                         | U+1D90                                       | 7493                        | U+1D45                      | 7579                               | U+1D9B                             |
| UTF-8         | 201 145                  | C9 91                    | 201 146                         | C9 92                           | 225 182 144                                  | E1 B6 90                                     | 225 181 133                 | E1 B5 85                    | 225 182 155                        | E1 B6 9B                           |
| Ref. numérica | &#593;                   | &#x251;                  | &#594;                          | &#x252;                         | &#7568;                                      | &#x1D90;                                     | &#7493;                     | &#x1D45;                    | &#7579;                            | &#x1D9B;                           |

- Alfa matemáticas y técnica

| Carácter      | ⍺                           | ⍺                           | ⍶                                    | ⍶                                    | 𝚨                               | 𝚨                               | 𝛂                             | 𝛂                             | 𝛢                                 | 𝛢                                 | 𝛼                               | 𝛼                               |
| ------------- | --------------------------- | --------------------------- | ------------------------------------ | ------------------------------------ | ------------------------------- | ------------------------------- | ----------------------------- | ----------------------------- | --------------------------------- | --------------------------------- | ------------------------------- | ------------------------------- |
| Unicode       | APL FUNCTIONAL SYMBOL ALPHA | APL FUNCTIONAL SYMBOL ALPHA | APL FUNCTIONAL SYMBOL ALPHA UNDERBAR | APL FUNCTIONAL SYMBOL ALPHA UNDERBAR | MATHEMATICAL BOLD CAPITAL ALPHA | MATHEMATICAL BOLD CAPITAL ALPHA | MATHEMATICAL BOLD SMALL ALPHA | MATHEMATICAL BOLD SMALL ALPHA | MATHEMATICAL ITALIC CAPITAL ALPHA | MATHEMATICAL ITALIC CAPITAL ALPHA | MATHEMATICAL ITALIC SMALL ALPHA | MATHEMATICAL ITALIC SMALL ALPHA |
| Codificación  | decimal                     | hex                         | decimal                              | hex                                  | decimal                         | hex                             | decimal                       | hex                           | decimal                           | hex                               | decimal                         | hex                             |
| Unicode       | 9082                        | U+237A                      | 9078                                 | U+2376                               | 120488                          | U+1D6A8                         | 120514                        | U+1D6C2                       | 120546                            | U+1D6E2                           | 120572                          | U+1D6FC                         |
| UTF-8         | 226 141 186                 | E2 8D BA                    | 226 141 182                          | E2 8D B6                             | 240 157 154 168                 | F0 9D 9A A8                     | 240 157 155 130               | F0 9D 9B 82                   | 240 157 155 162                   | F0 9D 9B A2                       | 240 157 155 188                 | F0 9D 9B BC                     |
| Ref. numérica | &#9082;                     | &#x237A;                    | &#9078;                              | &#x2376;                             | &#120488;                       | &#x1D6A8;                       | &#120514;                     | &#x1D6C2;                     | &#120546;                         | &#x1D6E2;                         | &#120572;                       | &#x1D6FC;                       |

| Carácter      | 𝜜                                      | 𝜜                                      | 𝜶                                    | 𝜶                                    | 𝝖                                          | 𝝖                                          | 𝝰                                        | 𝝰                                        | 𝞐                                                 | 𝞐                                                 | 𝞪                                               | 𝞪                                               |
| ------------- | -------------------------------------- | -------------------------------------- | ------------------------------------ | ------------------------------------ | ------------------------------------------ | ------------------------------------------ | ---------------------------------------- | ---------------------------------------- | ------------------------------------------------- | ------------------------------------------------- | ----------------------------------------------- | ----------------------------------------------- |
| Unicode       | MATHEMATICAL BOLD ITALIC CAPITAL ALPHA | MATHEMATICAL BOLD ITALIC CAPITAL ALPHA | MATHEMATICAL BOLD ITALIC SMALL ALPHA | MATHEMATICAL BOLD ITALIC SMALL ALPHA | MATHEMATICAL SANS-SERIF BOLD CAPITAL ALPHA | MATHEMATICAL SANS-SERIF BOLD CAPITAL ALPHA | MATHEMATICAL SANS-SERIF BOLD SMALL ALPHA | MATHEMATICAL SANS-SERIF BOLD SMALL ALPHA | MATHEMATICAL SANS-SERIF BOLD ITALIC CAPITAL ALPHA | MATHEMATICAL SANS-SERIF BOLD ITALIC CAPITAL ALPHA | MATHEMATICAL SANS-SERIF BOLD ITALIC SMALL ALPHA | MATHEMATICAL SANS-SERIF BOLD ITALIC SMALL ALPHA |
| Codificación  | decimal                                | hex                                    | decimal                              | hex                                  | decimal                                    | hex                                        | decimal                                  | hex                                      | decimal                                           | hex                                               | decimal                                         | hex                                             |
| Unicode       | 120604                                 | U+1D71C                                | 120630                               | U+1D736                              | 120662                                     | U+1D756                                    | 120688                                   | U+1D770                                  | 120720                                            | U+1D790                                           | 120746                                          | U+1D7AA                                         |
| UTF-8         | 240 157 156 156                        | F0 9D 9C 9C                            | 240 157 156 182                      | F0 9D 9C B6                          | 240 157 157 150                            | F0 9D 9D 96                                | 240 157 157 176                          | F0 9D 9D B0                              | 240 157 158 144                                   | F0 9D 9E 90                                       | 240 157 158 170                                 | F0 9D 9E AA                                     |
| Ref. numérica | &#120604;                              | &#x1D71C;                              | &#120630;                            | &#x1D736;                            | &#120662;                                  | &#x1D756;                                  | &#120688;                                | &#x1D770;                                | &#120720;                                         | &#x1D790;                                         | &#120746;                                       | &#x1D7AA;                                       |